# Hemirrhagus cervinus
Hemirrhagus cervinus là một loài nhện thuộc chi Hemirrhagus trong họ Theraphosidae. Chúng được Eugène Simon miêu tả năm 1891.